# Macrotylus shelabenae
Macrotylus shelabenae är en insektsart som beskrevs av Schwartz och Samuel Hubbard Scudder 2003. Macrotylus shelabenae ingår i släktet Macrotylus och familjen ängsskinnbaggar. Inga underarter finns listade i Catalogue of Life.